# Dolicheremaeus damoeoides
Dolicheremaeus damoeoides är en kvalsterart som först beskrevs av Berlese 1913.  Dolicheremaeus damoeoides ingår i släktet Dolicheremaeus och familjen Tetracondylidae. Inga underarter finns listade i Catalogue of Life.